# Hornesberg
Hornesberg ist ein Ort im Hausruckviertler Hügelland in Oberösterreich, und 
Ortschaft der Gemeinden Pollham und Schlüßlberg im Bezirk Grieskirchen.

## Geographie
Der Ort liegt etwa 4 Kilometer nordöstlich von Grieskirchen, auf dem zwischen Polsenz und Trattnach nördlich Bad Schallerbach ostwärts streifenden Riedl. Der Ort erstreckt sich über etwa 1 Kilometer quer über den Hohenzug, mit einem  Weiler im Norden auf Pollhamer Gemeindegebiet an der Polsenz (hier auch Kolbingerbach), und dann in diversen zerstreuten Häuser südwärts bis fast zum Gebersdorfer Bach bei Margarethen in Schlüßlberg. Dabei schieben sich aber die Ortschaften Wackersbuch und Egg so dazwischen, dass der Ortschaftsbereich in zwei Teile zerfällt.

Die beiden Ortschaften umfassen etwa 15 Gebäude mit 42 Einwohnern, davon nur 3 Adressen in Schlüßlberg.
Landschaftlich gehört die Gegend zur Raumeinheit Inn- und Hausruckviertler Hügelland.
Nachbarortschaften
| Kolbing (Gem. Pollham)                         |                                             |                    |
| Wimm (Gem. Pollham) Wackersbuch (Gem. Pollham) | Kompassrose, die auf Nachbargemeinden zeigt | Egg (Gem. Pollham) |
| Gstocket (Gem. Bad Schallerbach)               | Tegernbach (Gem. Schlüßlberg)               |                    |

## Geschichte
Hornesberg umfasste ursprünglich in den 1820ern nur die Anhöhe über der Polsenz, im südlichen Teil liegt das Gehöft Hornesser (Hnr. 4, Schlüßlberg), alte Gehöfte dazwischen sind der Sierer und der Hangeder (Hnr. 6, 7). Auf noch älteren Karten heißt die Gegend meist Tegernbach, der ursprünglichen Ortschaft, und gehörte zum Pfarrdistrikt Grieskirchen  im Distriktskommissariat Parz.

## Nachweise
- 40821 – Pollham. Gemeindedaten der Statistik Austria
- 40827 – Schlüßlberg. Gemeindedaten der Statistik Austria

1. ↑  Franziszäischer Kataster um 1820 (Layer online bei DORIS)
2. ↑  Benedikt Pillwein (Hrsg.): Geschichte, Geographie und Statistik des Erzherzogthums Oesterreich ob der Enns und des Herzogthums Salzburg. Mit einem Register, welches zugleich das topographische und genealogische Lexikon ist und der Kreiskarte versehen. Geographisch-historisch-statistisches Detail nach Distrikts-Kommissariaten. 1. Auflage. Dritter Theil: Der Hausruckkreis. Joh. Christ. Quandt, Linz 1830, Distrikts-Kommissariat Parz: Pfarre Grieskirchen, S. 322  (Google eBook). 2. Auflage 1843 (Google Book)